# Argemone platyceras
El chicalote o Argemone platyceras es una especie de arbusto del género Argemone (Papaveraceae).

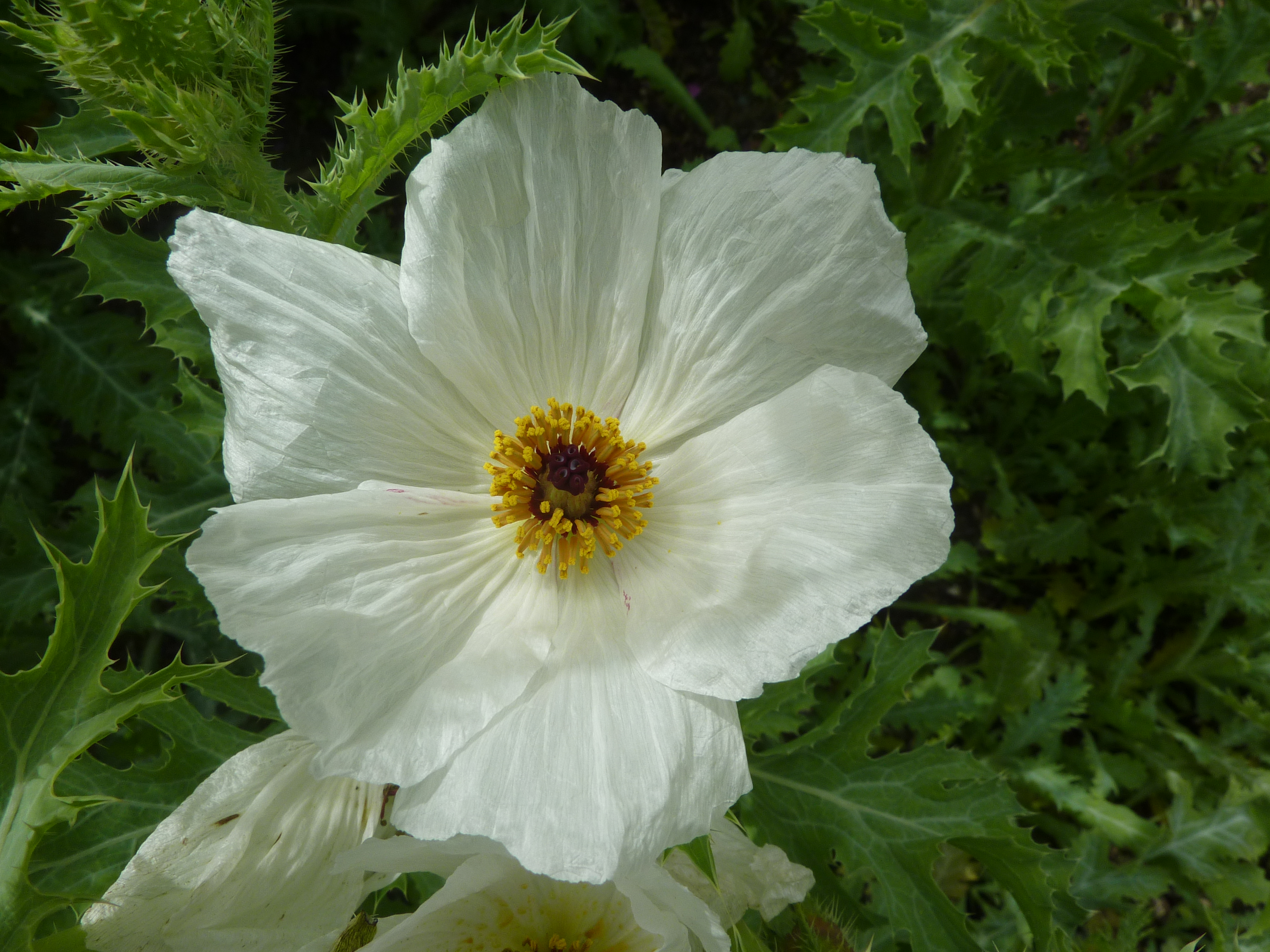
Flor

## Descripción
Es una planta que alcanza un tamaño de 30 cm a 1 m de altura. Puede ser anual o durar más de 2 años, tiene látex de color amarillo. Las hojas son de color verde blancuzco, con hendiduras y terminan en una espina fina. Las flores son desde blancas hasta ligeramente amarillo pálido y vistosas.

## Distribución  y hábitat
Originaria de México se encuentra en Veracruz en Cofre de Perote. Habita en clima templado, entre los 1200 y los 2400 metros, asociada a pastizal, bosques de encino y de pino.

## Medicina popular
Cuando hay flujo vaginal, se hace un cocimiento para aplicarlo por medio de lavados; en té se bebe para curar los riñones (estado de Hidalgo) y la diabetes (Tlaxcala), y un macerado de las semillas con agua, se administra para sacar basuras de los ojos (Michoacán).

## Taxonomía
Argemone platyceras fue descrita por Link & Otto y publicado en Icones Plantarum Rariorum Horti Regii Botanici Berolinensis 1: 85, pl. 43. 1828.
Etimología
Argemone: nombre genérico que proviene del griego αργεμωνη  y que fue  aplicado por Dioscórides a una planta como la amapola que se ha usado para el tratamiento de cataratas.
platyceras: epíteto latino que significa "con ancho cuerno".
Sinonimia
- Argemone mexicana var. aculeatissima Moric. ex Prain[6]